# Elecciones regionales de Liguria de 2020
Las elecciones regionales de Liguria de 2020 tuvieron lugar en Liguria, Italia, el 20 y el 21 de septiembre de 2020. Originalmente estaban programadas para el 31 de mayo de 2020, pero fueron retrasadas debido a la pandemia de coronavirus en Italia.
El resultado de las elecciones fue una victoria absoluta del actual presidente de Liguria, Giovanni Toti.

## Sistema electoral
Liguria es una región italiana con un estatus simple. El consejo y su presidente son elegidos simultáneamente por períodos de cinco años. Este último es elegido por escrutinio mayoritario uninominal mientras que los 51 escaños se eligen de acuerdo con un sistema mixto.
Para 24 de ellos, se utiliza el escrutinio proporcional plurinominal con listas abiertas y distribución de escaños según el método del resto mayor, con aplicación de un umbral electoral del 3%. Los votantes tienen la opción de votar preferencialmente por dos de los candidatos de la lista por la que están votando. El umbral electoral no aplica para listas vinculadas a un candidato a la presidencia que obtuvo al menos el 5% de los votos.
A estos escaños se suman otros 7 que a su vez se llenan por Escrutinio mayoritario plurinominal con listas cerradas. Cada lista incluye a su candidato a la presidencia, por lo que estos siete escaños se asignan en bloque a la lista del candidato ganador a la presidencia, dando a la votación una tendencia mayoritaria.
Finalmente, el candidato que quedó en segundo lugar en las elecciones a la presidencia es un miembro de pleno derecho del consejo, lo que eleva el número de sus miembros a un total de 31.

### Modalidades
El votante vota en la misma papeleta por un candidato a la presidencia y por una lista de partido. Tiene la posibilidad de expresar ese voto de varias formas.
- O votar por una lista, en cuyo caso su voto también se suma a los del candidato presidencial apoyado por la lista. También tiene la posibilidad de emitir un voto preferencial por dos candidatos de su elección en la lista escribiendo sus nombres. En este caso, no se deben escribir los nombres de dos candidatos del mismo sexo, ni un solo nombre.

- O votar solo por un candidato a la presidencia, en cuyo caso su voto no se extiende a su lista.

- O especificar su voto por un candidato y por una lista. A diferencia de muchas otras regiones italianas, el votante puede realizar una combinación eligiendo un candidato para la presidencia y una lista que no forma parte de los que apoyan al candidato elegido.[4]

### Distribución de escaños
| Provincias                                      | Escaños |  |
| Génova                                          | 13      |  |
| Imperia                                         | 3       |  |
| La Spezia                                       | 3       |  |
| Savona                                          | 4       |  |
| Candidatos a la presidencia y prima mayoritaria | 8       |  |
| Total                                           | 31      |  |

## Antecedentes
Inicialmente previstas para el 31 de mayo, las elecciones se pospusieron indefinidamente debido a la propagación de la pandemia de la enfermedad del coronavirus, que obliga al gobierno italiano a poner en cuarentena a todo el país el 10 de marzo. Por lo tanto, el gobierno decide a mediados de abril posponer todas las elecciones regionales a fechas entre el 15 de septiembre y el 15 de diciembre de 2020. Finalmente se mantuvieron las fechas del 20 y 21 de septiembre, organizándose la votación en dos días para limitar la presencia simultánea de demasiados votantes en los colegios electorales. Las elecciones se celebran al mismo tiempo que las de otras seis regiones, así como un referéndum constitucional sobre la disminución del número de parlamentarios.

## Partidos y candidatos
| Partido político o alianza | Partido político o alianza               | Listas constituyentes                                                  | Listas constituyentes                         | Resultado previo | Resultado previo | Candidato         |
| Partido político o alianza | Partido político o alianza               | Listas constituyentes                                                  | Listas constituyentes                         | Votos (%)        | Escaños          | Candidato         |
| -------------------------- | ---------------------------------------- | ---------------------------------------------------------------------- | --------------------------------------------- | ---------------- | ---------------- | ----------------- |
|                            | Coalición de centroderecha               |                                                                        | Liga Liguria (Lega)                           | 20,3             | 5                | Giovanni Toti     |
|                            | Coalición de centroderecha               | Forza Italia – Liguria Popular (FI–LP) (incl. NPSI)                    | 12,7                                          | 3                |                  | Giovanni Toti     |
|                            | Coalición de centroderecha               | Hermanos de Italia (FdI)                                               | 3,1                                           | 1                |                  | Giovanni Toti     |
|                            | Coalición de centroderecha               | Cambiamo! con Toti Presidente                                          | —                                             | —                |                  | Giovanni Toti     |
|                            | Coalición de centroderecha               | Unión de Centro (UDC)                                                  | —                                             | —                |                  | Giovanni Toti     |
|                            | Coalición de centroizquierda – M5S       |                                                                        | Partido Democrático – Artículo Uno (PD–Art.1) | 25,6             | 7                | Ferruccio Sansa   |
|                            | Coalición de centroizquierda – M5S       | Movimiento 5 Estrellas (M5S)                                           | 22,3                                          | 6                |                  | Ferruccio Sansa   |
|                            | Coalición de centroizquierda – M5S       | Línea Compartida (incl. SI, Pos, ÈViva)                                | —                                             | —                |                  | Ferruccio Sansa   |
|                            | Coalición de centroizquierda – M5S       | Ferruccio Sansa Presidente (incl. La Red 2018)                         | —                                             | —                |                  | Ferruccio Sansa   |
|                            | Coalición de centroizquierda – M5S       | Europa Verde – Democracia Solidaria – Centro Democrático (EV–DemoS–CD) | —                                             | —                |                  | Ferruccio Sansa   |
|                            | Massardo Presidente (PSI – +Eu – IV)     | Massardo Presidente (PSI – +Eu – IV)                                   | Massardo Presidente (PSI – +Eu – IV)          | —                | —                | Aristide Massardo |
|                            | El Sentido Común (SC)                    | El Sentido Común (SC)                                                  | El Sentido Común (SC)                         | —                | —                | Alice Salvatore   |
|                            | Base Constitucional (BC)                 | Base Constitucional (BC)                                               | Base Constitucional (BC)                      | —                | —                | Marika Cassimatis |
|                            | Gran Liguria (GL)                        | Gran Liguria (GL)                                                      | Gran Liguria (GL)                             | —                | —                | Giacomo Chiappori |
|                            | Reconquistar Italia (RI)                 | Reconquistar Italia (RI)                                               | Reconquistar Italia (RI)                      | —                | —                | Davide Visigalli  |
|                            | El Pueblo de la Familia (PdF) (incl. DC) | El Pueblo de la Familia (PdF) (incl. DC)                               | El Pueblo de la Familia (PdF) (incl. DC)      | —                | —                | Gaetano Russo     |
|                            | Ahora – Respeto por todos los Animales   | Ahora – Respeto por todos los Animales                                 | Ahora – Respeto por todos los Animales        | —                | —                | Riccardo Benetti  |
|                            | Lista Carlo Carpi (LCC)                  | Lista Carlo Carpi (LCC)                                                | Lista Carlo Carpi (LCC)                       | —                | —                | Carlo Carpi       |

## Encuestas

### Candidatos
| Fecha             | Encuestadora             | Tamaño de la muestra | Toti              | Sansa | Massardo | Otros | Indecisos | Dif.  |      |      |     |     |      |      |
| ----------------- | ------------------------ | -------------------- | ----------------- | ----- | -------- | ----- | --------- | ----- | ---- | ---- | --- | --- | ---- | ---- |
| Fecha             | Encuestadora             | Tamaño de la muestra | 28 Ago–1 Sep 2020 | Ipsos | 750      | Otros | Indecisos | Dif.  | 57,4 | 34,8 | 2,5 | 5,3 | 12,8 | 22,6 |
| 24 Ago–2 Sep 2020 | Noto                     | —                    | 54–58             | 37–41 | —        | 3–7   | —         | 13–21 |      |      |     |     |      |      |
| 24–25 Ago 2020    | Scenari Politici–Winpoll | 1.000                | 60,1              | 34,4  | 4,3      | 1,2   | —         | 25,7  |      |      |     |     |      |      |
| 24 Ago 2020       | Tecnè                    | 2.000                | 53–57             | 36–40 | 3–5      | 3–5   | —         | 13–21 |      |      |     |     |      |      |
| 3–6 Ago 2020      | SWG                      | 1.000                | 52,0              | 41,0  | 4,5      | 2,0   | —         | 11,0  |      |      |     |     |      |      |
| 3–4 Ago 2020      | Tecnè                    | 1.000                | 53,0              | 41,0  | 4,0      | 2,0   | 16,3      | 12,0  |      |      |     |     |      |      |
| 26 Jun 2020       | Noto                     | –                    | 49,0              | 42,0  | 4,0      | 5,0   |           | 7,0   |      |      |     |     |      |      |
| 13–18 Feb 2020    | SWG                      | 1.000                | 58,0              | 35,0  | —        | 7,0   | 22,0      | 23,0  |      |      |     |     |      |      |

1. 1 2 3  Esta encuesta fue encargada por un partido político.

### Partidos
| Fecha          | Encuestadora             | Tamaño de la muestra | Centroderecha     | Centroderecha | Centroderecha | Centroderecha | Centroderecha | Centroizquierda – M5S | Centroizquierda – M5S | Centroizquierda – M5S | Centroizquierda – M5S | Centroizquierda – M5S | Centroizquierda – M5S | Otros | Indecisos | Dif. |     |     |   |   |     |     |      |     |
| Fecha          | Encuestadora             | Tamaño de la muestra | C!                | Lega          | FI            | FdI           | Otro          | PD                    | M5S                   | LS                    | IV                    | +Eu                   | Otro                  | Otros | Indecisos | Dif. |     |     |   |   |     |     |      |     |
| -------------- | ------------------------ | -------------------- | ----------------- | ------------- | ------------- | ------------- | ------------- | --------------------- | --------------------- | --------------------- | --------------------- | --------------------- | --------------------- | ----- | --------- | ---- | --- | --- | - | - | --- | --- | ---- | --- |
| Fecha          | Encuestadora             | Tamaño de la muestra | 28 Ago–1 Sep 2020 | Ipsos         | 1.000         | 19,8          | Otro          | 21,1                  | 6,3                   | 9,4                   | 0,5                   | 16,0                  | Otro                  | Otros | Indecisos | Dif. | 9,7 | 3,5 | — | — | 7,4 | 6,3 | 14,7 | 1,3 |
| 25–26 Ago 2020 | Scenari Politici–Winpoll | 1.000                | 10,6              | 25,7          | 6,9           | 12,5          | 1,3           | 17,1                  | 11,2                  | 2,7                   | 2,8                   | 2,0                   | 6,2                   | 0,7   | —         | 8,6  |     |     |   |   |     |     |      |     |
| 3–6 Ago 2020   | SWG                      | 1.500                | 17,7              | 21,0          | 5,0           | 7,0           | 1,5           | 21,5                  | 10,5                  | 3,5                   | 2,5                   | 2,0                   | 5,5                   | 2,5   | —         | 0,5  |     |     |   |   |     |     |      |     |
| 11–23 Mar 2020 | SWG                      | 1.500                | 20,5              | 22,5          | 4,0           | 7,0           | 2,0           | 20,0                  | 8,0                   | 3,5                   | 1,5                   | 1,0                   | 3,5                   | 6,5   | —         | 2,0  |     |     |   |   |     |     |      |     |
| 12 Mar 2020    | Piepoli                  | –                    | 8,0               | 28,0          | 6,0           | 7,5           | 1,0           | 29,0                  | 10,5                  | –                     | 2,5                   | 2,0                   | 1,0                   | 4,5   | —         | 1,0  |     |     |   |   |     |     |      |     |
| 13–18 Feb 2020 | SWG                      | 1.000                | 17,0              | 24,0          | 4,0           | 7,5           | 2,0           | 22,0                  | 7,0                   | 3,0                   | 1,5                   | 1,5                   | 4,5                   | 6,0   | —         | 2,0  |     |     |   |   |     |     |      |     |

## Resultados

Partido más votado por comune

Candidato a presidente más votado por comune

|                                              |                                    |           |        |         |                                                          |                                         |         |        |         |  |
| Candidatos                                   | Candidatos                         | Votos     | %      | Escaños | Partidos                                                 | Partidos                                | Votos   | %      | Escaños |  |
|                                              | Giovanni Toti                      | 383.053   | 56,13  | 1       |                                                          | Cambiamo! con Toti Presidente           | 141.552 | 22,60  | 8       |  |
|                                              | Giovanni Toti                      | 383.053   | 56,13  | 1       | Lega Salvini Liguria                                     | 107.371                                 | 17,14   | 6      |         |  |
|                                              | Giovanni Toti                      | 383.053   | 56,13  | 1       | Hermanos de Italia                                       | 68.062                                  | 10,87   | 3      |         |  |
|                                              | Giovanni Toti                      | 383.053   | 56,13  | 1       | Forza Italia – Liguria Popular                           | 33.040                                  | 5,27    | 1      |         |  |
|                                              | Giovanni Toti                      | 383.053   | 56,13  | 1       | Unión de Centro                                          | 4.086                                   | 0,65    | –      |         |  |
| Total                                        | Total                              | 383.053   | 56,13  | 1       | 354.111                                                  | 56,53                                   | 18      |        |         |  |
|                                              | Ferruccio Sansa                    | 265.506   | 38,90  | 1       |                                                          | Partido Democrático – Artículo Uno      | 124.586 | 19,89  | 6       |  |
|                                              | Ferruccio Sansa                    | 265.506   | 38,90  | 1       | Movimiento 5 Estrellas                                   | 48.722                                  | 7,78    | 2      |         |  |
|                                              | Ferruccio Sansa                    | 265.506   | 38,90  | 1       | Ferruccio Sansa Presidente                               | 44.700                                  | 7,14    | 2      |         |  |
|                                              | Ferruccio Sansa                    | 265.506   | 38,90  | 1       | Línea Compartida – Izquierda por Sansa                   | 15.451                                  | 2,47    | 1      |         |  |
|                                              | Ferruccio Sansa                    | 265.506   | 38,90  | 1       | Europa Verde – Democracia Solidaria – Centro Democrático | 9.193                                   | 1,47    | –      |         |  |
| Total                                        | Total                              | 265.506   | 38,90  | 1       | 242.652                                                  | 38,74                                   | 11      |        |         |  |
|                                              | Aristide Massardo                  | 16.546    | 2,42   | –       |                                                          | Massardo Presidente – PSI – +Eu – IV    | 15.081  | 2,41   | –       |  |
|                                              | Salvatore Alice                    | 6.088     | 0,89   | –       |                                                          | El Sentido Común                        | 5.315   | 0,85   | –       |  |
|                                              | Giacomo Chiappori                  | 3.569     | 0,52   | –       |                                                          | Gran Liguria – Chiappori Presidente     | 3.063   | 0,49   | –       |  |
|                                              | Riccardo Benetti                   | 3.165     | 0,46   | –       |                                                          | Ahora – Respeto por todos los Animales  | 2.665   | 0,43   | –       |  |
|                                              | Gaetano Russo                      | 1.614     | 0,24   | –       |                                                          | El Pueblo de la Familia                 | 1.361   | 0,22   | –       |  |
|                                              | Marika Cassimatis                  | 1.244     | 0,18   | –       |                                                          | Base Constitucional – Marika Cassimatis | 911     | 0,15   | –       |  |
|                                              | Davide Visigalli                   | 1.129     | 0,17   | –       |                                                          | Reconquistar Italia                     | 905     | 0,14   | –       |  |
|                                              | Caro Carpi                         | 576       | 0,08   | –       |                                                          | Lista Carlo Carpi – GRAF                | 361     | 0,06   | –       |  |
|                                              |                                    |           |        |         |                                                          |                                         |         |        |         |  |
| Votos en blanco y nulos                      | Votos en blanco y nulos            | 33.665    | 4,70   |         |                                                          |                                         |         |        |         |  |
| Total candidatos                             | Total candidatos                   | 682.490   | 100,00 | 2       | Total partidos                                           | Total partidos                          | 626.425 | 100,00 | 29      |  |
| Votantes registrados/participación           | Votantes registrados/participación | 1.360.604 | 53,42  |         |                                                          |                                         |         |        |         |  |
| Fuente: Ministerio del Interior – Resultados |                                    |           |        |         |                                                          |                                         |         |        |         |  |

| \| Voto popular \| Voto popular \| Voto popular \| Voto popular \| Voto popular \| \| ------------ \| ------------ \| ------------ \| ------------ \| ------------ \| \| \| \| \| \| \| \| C! \| C! \| \| 22.60 % \| 22.60 % \| \| PD \| PD \| \| 19.89 % \| 19.89 % \| \| Lega \| Lega \| \| 17.14 % \| 17.14 % \| \| FdI \| FdI \| \| 10.87 % \| 10.87 % \| \| M5S \| M5S \| \| 7.78 % \| 7.78 % \| \| Sansa \| Sansa \| \| 7.14 % \| 7.14 % \| \| FI \| FI \| \| 5.27 % \| 5.27 % \| \| SpS \| SpS \| \| 2.47 % \| 2.47 % \| \| IV–PSI–+Eu \| IV–PSI–+Eu \| \| 2.41 % \| 2.41 % \| \| Otros \| Otros \| \| 4.43 % \| 4.43 % \| |            |  |         |         |
| Voto popular |            |  |         |         |
| |            |  |         |         |
| C! | C!         |  | 22.60 % | 22.60 % |
| PD | PD         |  | 19.89 % | 19.89 % |
| Lega | Lega       |  | 17.14 % | 17.14 % |
| FdI | FdI        |  | 10.87 % | 10.87 % |
| M5S | M5S        |  | 7.78 %  | 7.78 %  |
| Sansa | Sansa      |  | 7.14 %  | 7.14 %  |
| FI | FI         |  | 5.27 %  | 5.27 %  |
| SpS | SpS        |  | 2.47 %  | 2.47 %  |
| IV–PSI–+Eu | IV–PSI–+Eu |  | 2.41 %  | 2.41 %  |
| Otros | Otros      |  | 4.43 %  | 4.43 %  |

| \| Presidente \| Presidente \| Presidente \| Presidente \| Presidente \| \| ---------- \| ---------- \| ---------- \| ---------- \| ---------- \| \| \| \| \| \| \| \| Toti \| Toti \| \| 56.13 % \| 56.13 % \| \| Sansa \| Sansa \| \| 38.90 % \| 38.90 % \| \| Massardo \| Massardo \| \| 2.47 % \| 2.47 % \| \| Otros \| Otros \| \| 2.50 % \| 2.50 % \| |          |  |         |         |
| Presidente |          |  |         |         |
| |          |  |         |         |
| Toti | Toti     |  | 56.13 % | 56.13 % |
| Sansa | Sansa    |  | 38.90 % | 38.90 % |
| Massardo | Massardo |  | 2.47 %  | 2.47 %  |
| Otros | Otros    |  | 2.50 %  | 2.50 %  |

| \| Porcentaje de escaños \| Porcentaje de escaños \| Porcentaje de escaños \| Porcentaje de escaños \| Porcentaje de escaños \| \| --------------------- \| --------------------- \| --------------------- \| --------------------- \| --------------------- \| \| \| \| \| \| \| \| Centroderecha \| Centroderecha \| \| 61.29 % \| 61.29 % \| \| Centroizquierda–M5S \| Centroizquierda–M5S \| \| 38.71 % \| 38.71 % \| |                     |  |         |         |
| Porcentaje de escaños |                     |  |         |         |
| |                     |  |         |         |
| Centroderecha | Centroderecha       |  | 61.29 % | 61.29 % |
| Centroizquierda–M5S | Centroizquierda–M5S |  | 38.71 % | 38.71 % |

### Participación
| Región | Hora       | Hora       | Hora       | Hora     |
| Región | Domingo 20 | Domingo 20 | Domingo 20 | Lunes 21 |
| Región | 12:00      | 19:00      | 23:00      | 15:00    |
| --- | ---------- | ---------- | ---------- | -------- |
| Liguria | 13,95%     | 32,07%     | 39,80%     | 53,42%   |
| Provincia | Hora       | Hora       | Hora       | Hora     |
| Provincia | Domingo 20 | Domingo 20 | Domingo 20 | Lunes 21 |
| Provincia | 12:00      | 19:00      | 23:00      | 15:00    |
| Génova | 14,17%     | 32,32%     | 40,09%     | 53,48%   |
| Imperia | 12,97%     | 30,17%     | 37,15%     | 50,20%   |
| La Spezia | 13,08%     | 31,18%     | 39,47%     | 54,16%   |
| Savona | 14,67%     | 33,44%     | 41,18%     | 55,10%   |
| Fuente: Ministerio del Interior – Participación (enlace roto disponible en Internet Archive; véase el historial, la primera versión y la última). |            |            |            |          |